# Болеслав Набожный
Болесла́в На́божный (пол. Bolesław Pobożny; между 1224 и 1227 годами — 14 апреля 1279 года, Калиш) — князь Познанский в 1241–1247 и 1257-1273 гг., Гнезненский в 1241–1247, 1249-1250 и 1253–1279 гг., Калишский в 1244–1249 гг. и 1253–1279 гг. и Иноврацлавский в 1271—1273 гг.

## Биография

### Ранние годы
Болеслав был вторым сыном великопольского князя Владислава Одонича и Ядвиги, которая вероятнее всего была дочерью Мстивоя I, князя Восточного Поморья (Померелии) (согласно другим версиям происходила из чешского рода Пржемысловичей). Свое прозвище Набожный он, согласно средневековым хроникам, получил еще при жизни.
После смерти отца в 1239 году он вместе с братом Пшемыслом унаследовал часть Великопольского княжества (Уйсьце и Накло). В 1241, после гибели вроцлавского князя и князя-принцепса Польши Генриха II Набожного в битве при Легнице, Болеслав и его брат Пшемысл отобрали у его сына Болеслава II Рогатки Познань и Гнезно. В 1244 году братья вернули себе Калиш, что означало практически полное возвращение Великой Польши. Вне их контроля оставались только город Санток, возвращенный в 1247 году, и Велюньская земля, отобранная у Владислава Опольского в 1249 году.
В 1244 году Болеслав поддержал своего брата в его конфликте с местной знатью по поводу привилегий, дарованных их отцом познанской епархии незадолго до его смерти. 24 апреля 1245 года Пшемысл I признал совершеннолетие Болеслава, посвятив его в рыцари во время торжественной мессы в честь святого Адальберта Пражского в Гнезно, которую отслужил архиепископ Пелка Лиз.

### Правление в Калише и Гнезно
В 1247 году под давлением великопольского дворянства Пшемысл I выделить Болеславу в самостоятельное управление Калишское княжество. При этом Болеслав во внешней политике был вынужден согласовывать свои действия с братом. Это выяснилось во время спора с князем  Казимиром I Куявским по поводу владения каштелянии Лёндской, которую в 1239 году тогдашний владелец Калиша Генрих II Набожный отдал в качестве приданого за свою дочь Констанцию, вторую жену Казимира I. Это решение не было признано сыновьями Владислава Одонича, но Пшемысл I не поддержал желание брата решить вопрос силой, и Болеславу пришлось смириться с этим решением. 
В 1249 году Болеслав обменялся владениями со своим братом, отдав ему Калиш и получив Гнезно. К нему также отошла Велюньская земля, недавно возвращенная сыновьями Владислава Одонича. Этот новый раздел, по-видимому, был произведен мирным путем, потому что позже в том же году братья вместе поддержали Конрада I Глогувского против его брата Болеслава Рогатки. Однако 19 мая 1250 года произошло необъяснимое событие, о котором рассказано в Великой хронике о Польше, Руси и их соседях.
По неизвестной причине Пшемысл I пленил Болеслава и забрал все его земли и замки. Конфликт, очевидно, не был тривиальным, поскольку Болеслав вернул себе свободу только 20 апреля 1253 года благодаря давлению могущественного великопольского духовенства. Окончательное примирение между братьями произошло в мае того же года на встрече в Погожелице близ Геча, когда благодаря посредничеству гнезненского архиепископ Пелки  Болеславу были возвращены Гнезненское и Калишское княжества. После этого конфликтов между братьями не было. 8 мая 1254 года Болеслав принял участие в национальном съезде князей Пястов в Кракове, который был созван для канонизации святого Станислава, где они решили сформировать коалицию против померельского князя Святополка II. Среди князей, принявших участие, были его брат Пшемысл I, Казимир I Куявский, Владислав Опольский, Земовит I Мазовецкий и Болеслав V Стыдливый. В сентябре того же года Болеслав участвовал в экспедиции против вроцлавского князя Генриха III Белого, предпринятой его братом и Конрадом I Глогувским.

### Самостоятельное правление во всей Великой Польше
4 июня 1257 года в возрасте 36 лет скончался Пшемысл I, и Болеслав объединил в своих руках всю Великую Польшу. Через несколько месяцев, 14 октября, родился сын Пшемысла I, Пшемысл II, и Болеслав стал его опекуном. Первым шагом в новой внешней политике Болеслава стал его брак в 1258 году с дочерью венгерского короля Белы IV Иолантой (Еленой). Этой женитьбой Болеслав связал себя союзом с Венгрией, что нашло отражение в помощи, оказанной им дому Арпадов в войне с Чешским королевством за наследство Бабенбергов. Этот союз стоил ему полного опустошения Великой Польши зимой 1267-1268 годов войсками короля Чехии Пржемысла Отакара II во время его возвращения из похода против пруссов. Еще одним эпизодом этой войны было нападение Болеслава совместно с Болеславом V Стыдливым и Лешеком Чёрным на владения Владислава Опольского, союзника чешского короля Пржемысла Отакара II.

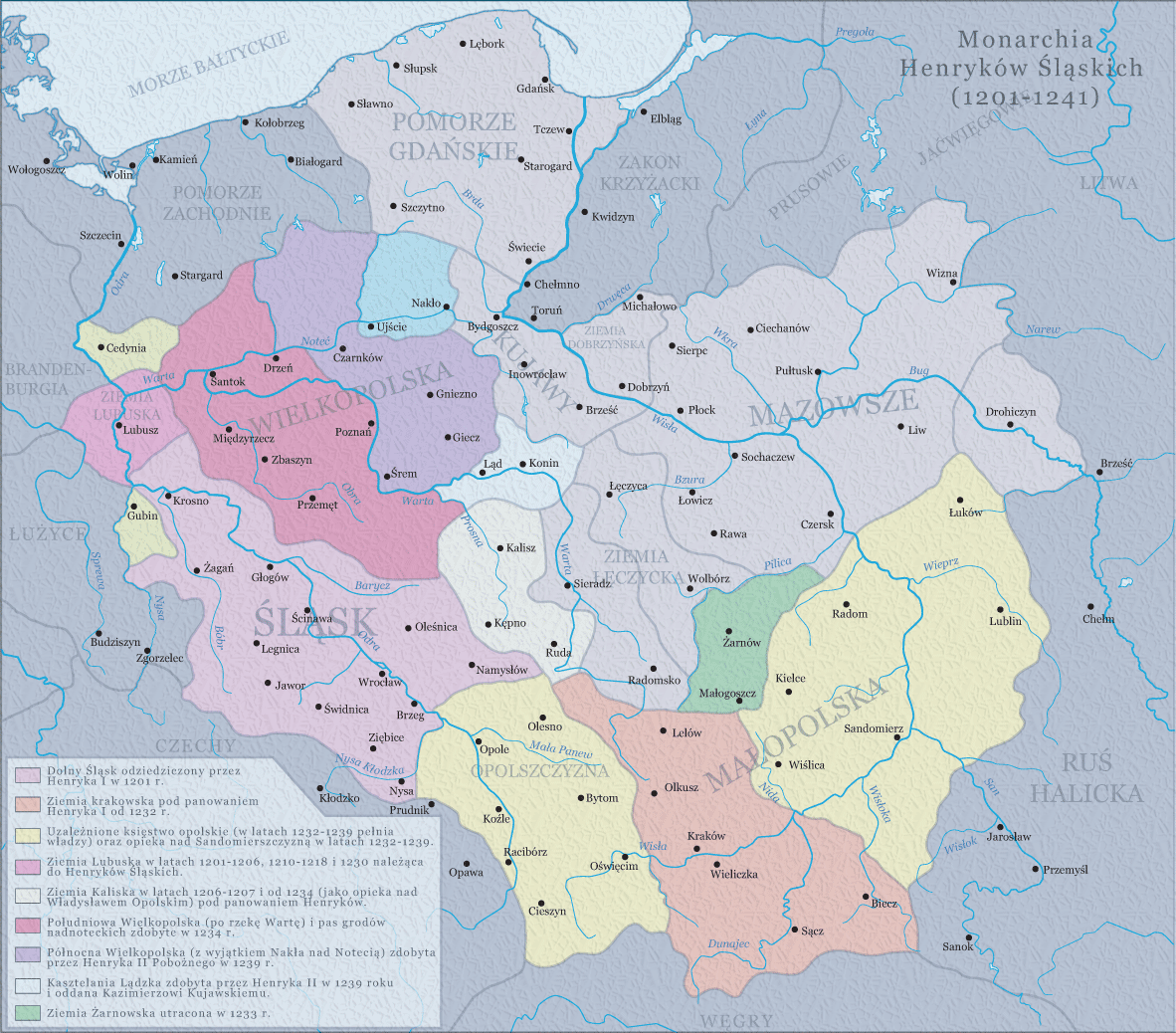
Польские княжества при Болеславе Набожном

### Отношения с Мазовией и Куявией
В 1258 году Болеслав вернулся к своей старой идее вернуть каштелянию Лёндскую и начал длительную и разрушительную войну против Казимира I Куявского и его союзника Святополка II Померельского. Союзниками великопольского князя в этой войне были Вартислав III, герцог Померании-Деммина, Земовит I Мазовецкий, Болеслав V Стыдливый и Роман Данилович, князь Новогрудский. Война закончилась полной победой Болеслава, и Лёнд вернулся в состав Великой Польши. Официальный договор был подписан 29 ноября 1259 года, но Казимир I задержался с выполнением его условий, что привело в 1261 году к новой военной экспедиции.
23 июня 1262 года Земовит I Мазовецкий был убит в сражении с литовцами, а его старший сын Конрад II попал в плен. И Конрад, и его младший брат Болеслав в то время были несовершеннолетними, и Болеслав стал регентом их владений (Мазовецкого, Плоцкого и Черского княжеств) на следующие два года, до 1264 года, когда Конрад II получил свободу и вернулся в Мазовию.
В 1268 году Болеслав снова вмешался в куявские дела. Сын Казимира I, князь иновроцлавский Земомысл, придерживался политики тесных контактов с Тевтонским орденом и герцогом Померелии Самбором II, который стал его тестем. Это вызвало глубокое недовольство местной знати, которая обратилась за помощью к Болеславу. Князь великопольский захватил Радзеюв, Крушвицу и замок в Быдгоще, однако быстрые ответные действия Земомысла позволили ему на время вернуть контроль над этими землями.
Несмотря на этот успех, Земомысл продолжал свою пронемецко-померанскую политику, что вызвало новое восстание его подданных, которые снова призвали Болеслава на помощь: в 1271 году он вторгся в Иновроцлавское княжество и вынудил Земомысла бежать. Болеслав владел Иновроцлавским княжеством до 1273 года, когда передал его брату Земомысла Лешеку II Черному, за исключением Радзеюва и Крушвицы, которые остались в составе Великой Польши.

### Войны с Бранденбургом
С самого начала своего самостоятельного правления Болеслав установил тесные контакты с маркграфством Бранденбург, которым владела одна из ветвей династии Асканиев; в этом он следовал политике своего брата Пшемысла I, который  обручил свою старшую дочь Констанцию с Конрадом, сыном маркграфа Бранденбургского Иоганна I. Через три года после смерти Пшемысла I, в 1260 году, Констанция и Конрад поженились. В качестве приданого Бранденбург получил кастелянство Санток (но без самого города Санток) с согласия народного вече Великой Польши, которое состоялось 1 июля 1260 года в Познани.
Однако ожидаемый мир благодаря этому браку был недолгим. В начале 1265 года Бранденбург захватил город Санток и нарушил предыдущее соглашение. Последовали новые переговоры, и был подписан новый договор с Бранденбургом, по которому Великая Польша сожгла крепость, построенную в Дрезденко, а Бранденбург сжег свою крепость в Сантоке. Но в 1269 году война с Бранденбургом разразилась вновь. Они построили крепость в Суленцине, а Болеслав в ответ сделал то же самое в Мендзыжече. Вторжение в Мендзыжеч, предпринятое маркграфами Бранденбурга, было успешно отбито Болеславом, который в декабре 1269 года смог продвинуться к Любушу и, кроме того, во время этой экспедиции сжег несколько крепостей, в том числе недавно построенную в Суленцине. Обе стороны заключили новое соглашение, и были восстановлены крепости в Сантоке и Дрезденко. Последний был захвачен Бранденбургом в 1270 году, и по этой причине весной 1271 года Болеслав организовал крупную военную экспедицию против Сантока и Ноймарка, страшно разорив эти земли, но не смог вернуть утраченные владения.
Война с домом Асканиев не ограничивалась приграничными районами Великой Польши. В 1272 году Болеслав заключил союз с Мствоем II, князем Померелии, и помог ему отбить у бранденбуржцев город Гданьск. В 1273 году Мстивой II примирился с Бранденбургом, вновь принес ему ленную присягу и пообещал свою помощь маркграфству против всех его врагов, кроме князя великопольского. В том же году была предпринята еще одна экспедиция против Бранденбурга. Хотя номинальное руководство войсками Болеслав передал своему молодому племяннику Пшемыслу II, фактически экспедицию возглавляли опытные командиры, такие как воевода Познани Пшедпелк Лодзия и кастелян Калиша Янек. Они успешно отвоевали Дрезденко и Стшельце. Последняя кампания против Бранденбурга при жизни Болеслава состоялась летом 1278 года, когда войска Великой Польши продвинулись к Мыслибожу и в конечном итоге вернули Санток.

### Внутренняя политика
Болеслав продолжил политику Пшемысла I в отношениях с церковью, одновременно пытаясь повлиять на назначение на наиболее важные религиозные посты. Его щедрость по отношению к духовенству позволила францисканцам основать в 1259 году монастырь в Гнезно. Также во время его правления был заложен монастырь бедных клариссинок в Гнезно, который оставался незаконченным даже ко времени смерти Пшемысла II.
16 августа 1264 года Болеслав даровал первую письменную привилегию евреям Великой Польши (Калишский статут). Он регулировал судебную власть над еврейским населением, а также кредитную и торговую деятельность евреев. Сравнительно либеральный статут служил основой для сохранения привилегий евреев в Польше до 1795 года.

### Последние годы
После победоносной экспедиции против Бранденбурга в 1273 году выросший Пшемысл II начал претендовать на свое собственное отдельное владение. Болеслав согласился на это и выделил племяннику Познанское княжество. Чтобы связать Пшемысла II своей политикой, Болеслав организовал брак племянника с Лудгардой, дочерью Генриха I Пилигрима, князя Мекленбургского. Кроме того, Лудгарда была внучкой герцога Померании Барнима I, и благодаря этому браку союз с Западной Померанией был укреплен. 
Болеслав умер 14 апреля 1279 года в Калише и был похоронен в был похоронен в соборе Святых Петра и Павла в Познани.

## Брак и дети
В 1258 году Болеслав Набожный женился на венгерской принцессе Иоланте (Елене), дочери короля Венгрии Белы IV. От этого брака родились три дочери:
- Елизавета (1261/1263 — 28 сентября 1304), жена Генриха V Брюхатого, князя легницкого
- Ядвига (ок. 1266 — 10 сентября 1339), жена Владислава Локетека, король Польши
- Анна (1276/1278 — ок. 1300), монахиня в Гнезно.